# Nonfiction
Pour concept littéraire, voir Non-fiction.
nonfiction.fr est un site Web d'actualité des idées et de critiques des livres. C'est une association loi de 1901. 
Nonfiction est animé à l'origine par un collectif de chercheurs, de journalistes, de militants politiques, syndicaux et associatifs, de chefs d'entreprises et de créateurs de sites Web. Son lancement, en 2007, est contemporain de ceux du site La Vie des idées, nouvelle version en ligne de la revue papier La République des idées, et de la désormais défunte revue bimestrielle La Revue internationale des livres et des idées.

## Historique
Le site nonfiction.fr, fondé en 2007 est constitué par près de trois cents collaborateurs bénévoles qui publient en continu des critiques d'études et d'essais, des critiques artistiques, des grands entretiens et des chroniques destinées à apporter un éclairage de l'actualité par l'apport des sciences humaines et sociales. 
En septembre 2022, le site revient sur son évolution[C'est-à-dire ?].

## Orientation
Selon ses fondateurs, le site vise à renouer avec un « journalisme intellectuel de qualité, à donner la parole à une nouvelle génération de chercheurs, à faire valoir les points de vue progressistes, à défendre et valoriser les livres de sciences sociales et à ouvrir le monde des idées français sur l'international ».
Ce « portail des livres et des idées » comprend un comité de parrainage où figurent les philosophes Michael Sandel et Michael Walzer, l'ancien ministre Robert Badinter, Benjamin Barber ou Joseph Nye, le fondateur du Center for European Studies à Harvard Stanley Hoffmann, le directeur de la recherche du FMI Olivier Blanchard, Tina Brown, les professeurs d'université Philippe Aghion, Guy Carcassonne, Antoine Compagnon ou Jean-Paul Fitoussi, les syndicalistes Edmond Maire ou Nicole Notat, ou encore Amira Hass et Benny Ziffer, etc.. 
Sa rédaction comprend de nombreux universitaires, des doctorants de nombreuses écoles et universités, et des professionnels des divers domaines de connaissance couverts par le site.
Après un partenariat avec la Fondation Jean-Jaurès, le think tank du Parti socialiste en 2010,, le site collabore désormais avec le magazine en ligne Slate. Ce dernier reprend des comptes rendus d'ouvrages, des entretiens ou des chroniques également publiés sur nonfiction. Sa ligne éditoriale entend favoriser les rencontres intellectuelles entre la recherche et le grand public, les disciplines, et les sciences humaines et sociales et les arts.

## L'origine du nom
Le nom « nonfiction » a été choisi en référence à la catégorie de livre de non-fiction existante aux États-Unis et dans l'ensemble du monde anglo-saxon. En Europe, on parle désormais de plus en plus de livre de « non-fiction » pour évoquer les essais, les biographies, les documents et tous les livres qui ne relèvent pas de la fiction.

## Direction et administration

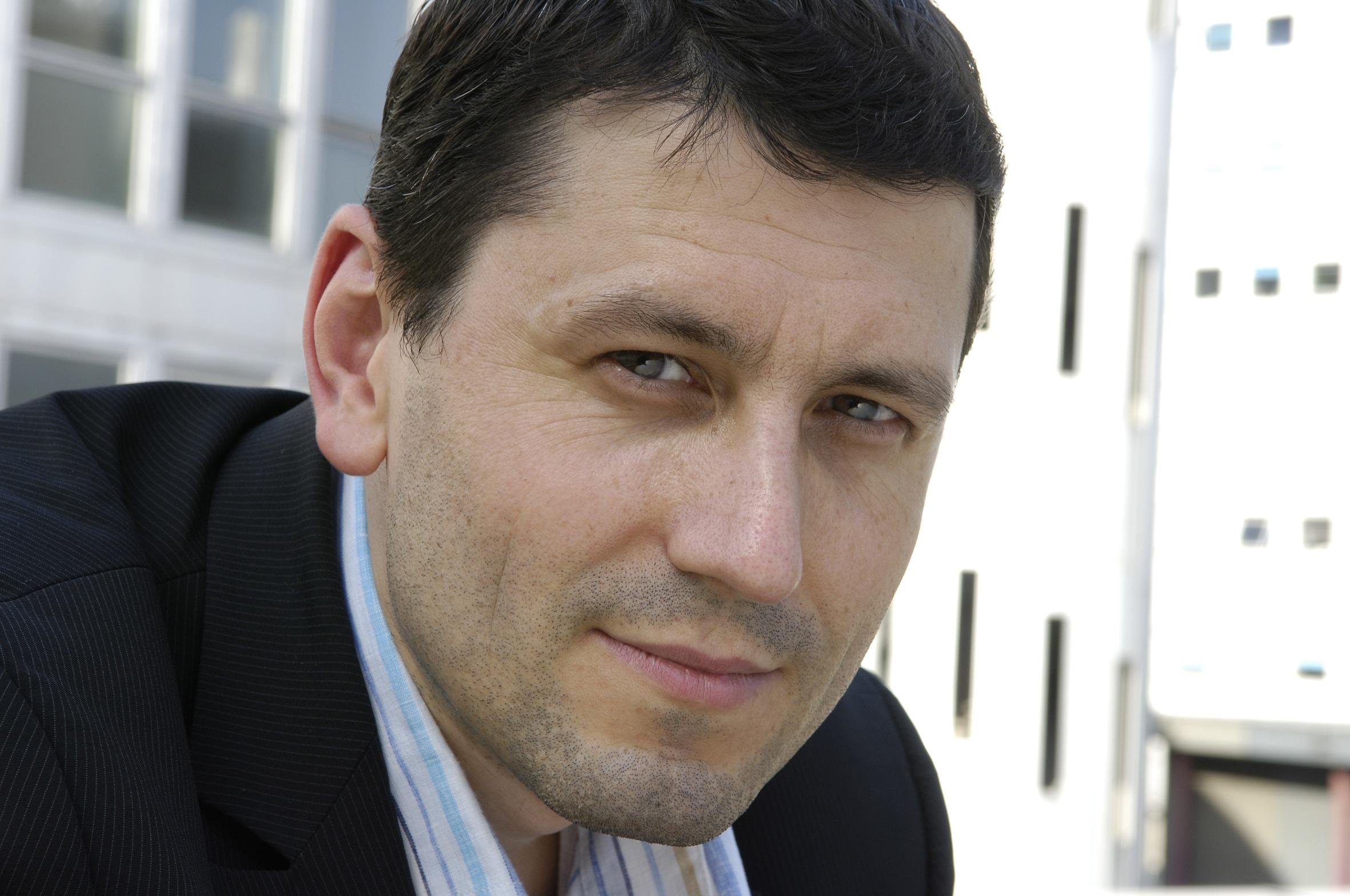
Frédéric Martel, fondateur de nonfiction.fr en octobre 2007

Le site comprend quinze fondateurs, au moins un secrétaire de rédaction/rédacteur en chef permanent, et des dizaines de collaborateurs réguliers. La rédaction est adossée à une association loi de 1901. 
Fin 2015, Frédéric Martel, directeur de la rédaction depuis 2007, a passé la main à une nouvelle équipe.
- Président de l'association : Grégory Lévis.
- Responsables de la rédaction : Benjamin Caraco et Pierre-Henri Ortiz.

## Maquette et équipe
Les contenus sont organisés autour de six pôles thématiques :
- Pôle Cité (Politique, société, économie, etc.) : coordonné par Damien Augias (Politique), Jean Bastien (Economie) et Adam Benyachou (Société).
- Pôle Espace (Monde, géographie, environnement, etc.)
- Pôle Temps (Histoire, mémoires, archéologies, etc.) : coordonné par Anthony Guyon (histoire).
- Pôle Esprit (Philosophie, psychologies, religions, etc.) : coordonné par Yoann Colin (philosophie) et Stéphane Briand (religion)
- Pôle Lettres (Roman, poésie, études littéraires, etc.) : coordonné par Anne Coudreuse (critique littéraire), Alexandre Maujean (littérature) et Augustin Voegele (littérature).
- Pôle Arts (Cinéma, spectacle vivant, arts visuels, etc.) : coordonné par Régis Bardon (théâtre), Karol Beffa (musique), Maryse Emel (Art), William Foix (bande dessinée), Antoine Gaudin (cinéma).